# Willkommen bei den echten Louds
Willkommen bei den echten Louds (Originaltitel: The Really Loud House) ist eine US-amerikanische Jugend-Sitcom, die eine Adaption der Zeichentrickserie Willkommen bei den Louds ist. Der Großteil der Schauspieler aus dem Film Weihnachten bei den Louds findet sich auch in der Serie wieder. Sie wurde am 3. November 2022 erstmals in den USA bei Nickelodeon ausgestrahlt. Auf dem deutschen Ableger von Nickelodeon wird die Serie seit 8. Mai 2023 ausgestrahlt, während sie in Österreich und der Schweiz seit dem 22. Mai 2023 gesendet wird.

## Inhalt
Wie bereits die Originalserie handelt auch diese von Lincoln Loud, der mit seinen zehn Schwestern und seinen Eltern zusammenlebt, was immer wieder zu einem sehr turbulenten Alltag führt. Ebenso treten auch einige Nebenfiguren wie Lincolns Freunde, Harold und Howard McBride sowie Flip, die bereits aus der Zeichentrickserie bekannt sind, auf.

## Besetzung und Synchronisation
Die Besetzung der Familienmitglieder der Louds wurde zum Großteil aus dem Film Weihnachten bei den Louds übernommen. Leni, Lynn, Lily und Rita wurden jedoch neu besetzt. Brian Stepanek, der Lynn Loud Sr. in der Originalserie spricht, spielt auch hier den Vater der Familie Loud. Die Stimmen in der deutschen Synchronfassung wurden zum Teil aus Willkommen bei den Louds übernommen. Lincoln, Clyde, Leni, Luna, Lynn, Lana, Lola und Lily bekamen jeweils eine neue Stimme, die restlichen Figuren haben weiterhin denselben Sprecher.
| Rolle          | Darsteller                         | Deutsche Stimme       |
| -------------- | ---------------------------------- | --------------------- |
| Lincoln Loud   | Wolfgang Schaeffer                 | Derya Flechtner       |
| Clyde McBride  | Jahzir Bruno                       |                       |
| Leni Loud      | Eva Carlton                        |                       |
| Luna Loud      | Sophia Woodward                    | Selina Böttcher       |
| Luan Loud      | Catherine Ashmore Bradley          | Julia Fölster         |
| Lynn Loud Jr.  | Annaka Fourneret                   |                       |
| Lucy Loud      | Aubin Bradley                      | Merete Brettschneider |
| Lisa Loud      | Lexi Janicek                       | Merete Brettschneider |
| Lana Loud      | Mia Allan                          | Leyla Bulut           |
| Lola Loud      | Ella Allan                         | Leyla Bulut           |
| Lily Loud      | August Michael Peterson Emily Ford |                       |
| Lynn Loud Sr.  | Brian Stepanek                     |                       |
| Rita Loud      | Jolie Jenkins                      | Freya Trampert        |
| Lori Loud      | Lexi DiBenedetto                   | Katharina von Keller  |
| Charlie Uggo   | Bella Blanding                     |                       |
| Liam Hunnicutt | Gavin Maddox Bergman               |                       |
| Rusty Spokes   | Nolan Maddox                       | Tim Kreuer            |
| Zach Gurdle    | Mateo Castel                       | Lucca Bach            |
| Stella Zhau    | Trinity Jo-Li Bliss                | Franziska Trunte      |
| Howard McBride | Stephen Guarino                    | Martin Lohmann        |
| Harold McBride | Ray Ford                           | Gerhart Hinze         |
| Flip           | Kevin Chamberlin                   | Jürgen Holdorf        |
| Mr. Bolhofner  | Brian Thomas Smith                 |                       |
| Rip Hardcore   | Miles Burris                       |                       |
| Todd           | Brian Stepanek (Stimme)            |                       |

## Ausstrahlung

### Übersicht
| Staffel                        | Episodenanzahl                 | Erstausstrahlung USA | Erstausstrahlung USA | Deutschsprachige Erstausstrahlung | Deutschsprachige Erstausstrahlung |
| Staffel                        | Episodenanzahl                 | Staffelpremiere      | Staffelfinale        | Staffelpremiere                   | Staffelfinale                     |
| ------------------------------ | ------------------------------ | -------------------- | -------------------- | --------------------------------- | --------------------------------- |
| Weihnachten bei den Louds      | Weihnachten bei den Louds      | 26. November 2021    | 26. November 2021    | 17. Dezember 2021                 | 17. Dezember 2021                 |
| 1                              | 20                             | 3. November 2022     | 29. Juni 2023        | 8. Mai 2023                       | 27. Oktober 2023                  |
| Halloween bei den echten Louds | Halloween bei den echten Louds | 28. September 2023   | 28. September 2023   | 18. Oktober 2024                  | 18. Oktober 2024                  |
| 2                              | 20                             | 19. Februar 2024     | 26. November 2024    | 24. Juni 2024                     | 22. November 2024                 |

## Produktion und Veröffentlichung
„Willkommen bei den Louds“ erhielt bereits Ende 2021 mit dem Film „Weihnachten bei den Louds“ eine Realverfilmung. Am 24. März 2022 wurde bestätigt, dass der Großteil der Schauspieler für eine Realserie bei Paramount+ zurückkehren würde. Am 26. Mai 2022 wurde bekannt gegeben, dass Leni, Lynn und Rita für die Serie neu besetzt wurden (obwohl Ritas frühere Schauspielerin, Muretta Moss, ursprünglich ihre Rolle weiterhin verkörpern sollte) und dass Eva Carlton, Annaka Fourneret und Jolie Jenkins jeweils Dora Dolphin, Morgan McGill und Moss in den jeweiligen Rollen ersetzen würden. Die Produktion begann im Juni 2022 in Albuquerque, New Mexico. Am 4. September 2022 wurde bekanntgegeben, dass der Serientitel „The Really Loud House“ lautet. Zudem würden die Folgen nun auf Nickelodeon ihre Premiere feiern und später erst bei Paramount+ erscheinen. Am 3. November 2022 lief die erste Folge in den USA. Eine zweite Staffel sowie ein Film mit dem Titel „A Really Haunted Loud House“ wurden am 4. April 2023 angekündigt. Die Dreharbeiten für die zweite Staffel sollten am 5. Juni 2023 beginnen, aber am 24. Mai 2023 wurde die Produktion der Serie aufgrund eines Streiks der Writers Guild of America unterbrochen. Nach dem Ende der Streiks begannen die Dreharbeiten für die zweite Staffel im Dezember 2023 in Albuquerque. Am 16. Januar 2024 wurde bekanntgegeben, dass die zweite Staffel am 19. Februar 2024 Premiere feiern würde.
Die deutsche Ausstrahlung der Serie begann am 8. Mai 2023 bei Nickelodeon Deutschland. Auf dem österreichischen und schweizerdeutschen Ableger von Nickelodeon wird die Serie seit dem 22. Mai 2023 gesendet.
Am 16. Oktober 2024 gab Jolie Jenkins, die Rita verkörpert, bekannt, dass die Serie nach zwei Staffeln mit insgesamt 40 Folgen enden würde.